# بال غابور إنغلمان
بال غابور إنغلمان (بالمجرية: Engelmann Pál Gábor)‏ هو سياسي مجري، ولد في 1854 في المجر، وتوفي في 9 ديسمبر 1916 في نفس البلد.